# Nanna Vainio
Nanna Vainio (29 de maig de 1991 a Ekenäs) és una esportista finesa que competeix en bàdminton en la categoria individual.